# Barakovo, Kiustendil
Barakovo (în bulgară Бараково) este un sat în comuna Kocerinovo, regiunea Kiustendil,  Bulgaria. 

## Demografie
Componența etnică a satului Barakovo
     Bulgari (93,86%)
     Nicio identificare (6,13%)
     Altele (0%)
La recensământul din 2011, populația satului Barakovo era de 505 locuitori. Din punct de vedere etnic, majoritatea locuitorilor (93,86%) erau bulgari. Pentru 6,13% din locuitori nu este cunoscută apartenența etnică.